# إستر سالاس
إستر سالاس (بالإنجليزية: Esther Salas)‏ هي قاضية ومحامية أمريكية، ولدت في 29 ديسمبر 1968 في مونتيري بارك في الولايات المتحدة.